# Derris elliptica
El tubli (Derris  elliptica) es una especie de árbol del género Derris originario de la India.

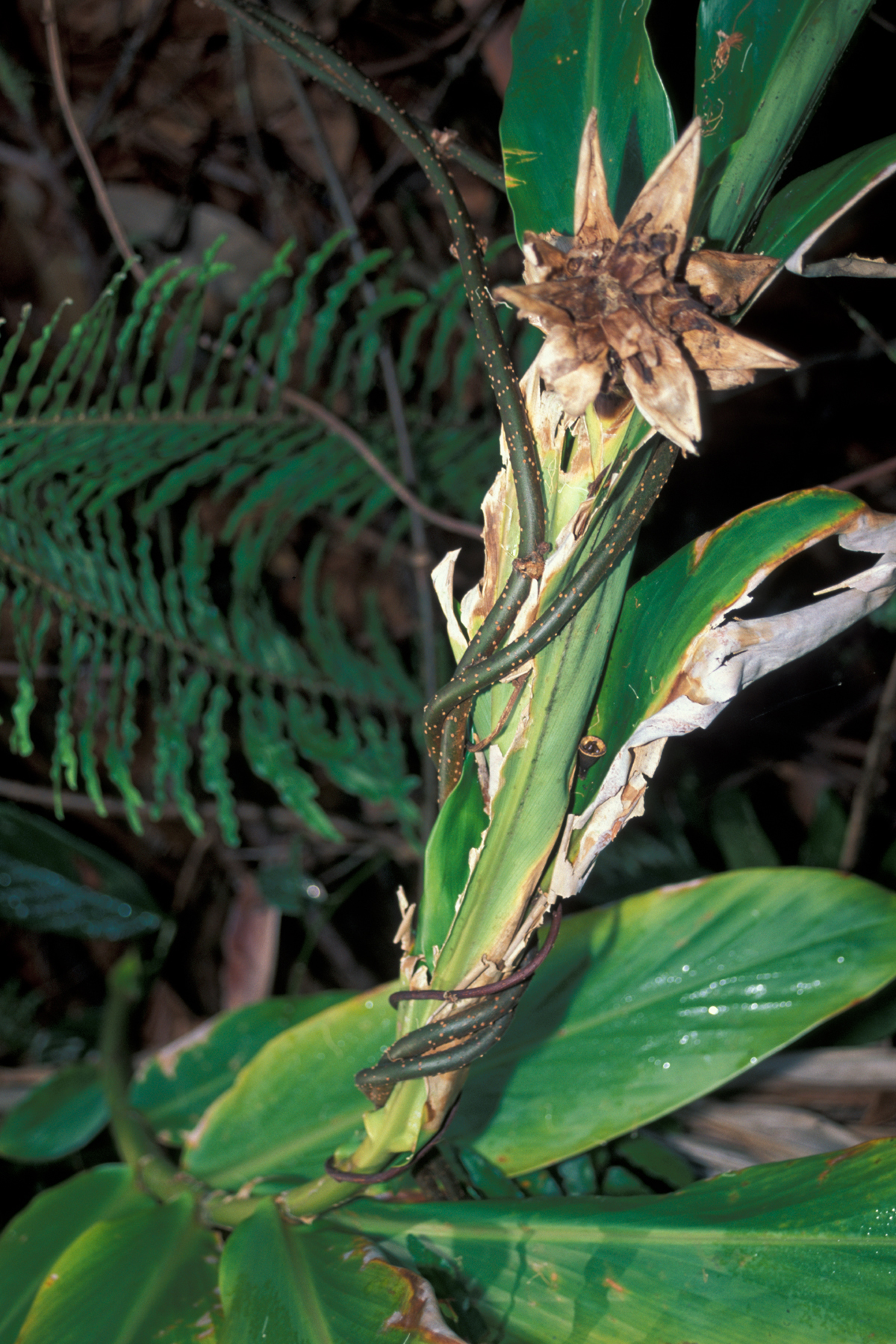
Detalle de la planta

## Propiedades
Es usada como insecticida, antihelmíntico, ictiotóxico. Tópicamente contra la sarna.
Aunque no es tóxica a dosis normales, puede producir sensibilización de la piel. Por vía intravenosa provoca parálisis respiratoria y muerte por asfixia.
Principios activos
Rotenona (tubatoxina), ácido tánico, resina.

## Taxonomía
Derris elliptica fue descrita por (Roxb.) Benth. y publicado en Journal of the Proceedings of the Linnean Society 4(Suppl.): 111–112. 1860.
Sinonimia
- Cylista piscatoria Blanco
- Galactia termimaliflora Blanco
- Galedupa elliptica Roxb.
- Millettia piscatoria Merr.
- Millettia splendidissima S.Vidal[5]
- Paraderris elliptica ( Wall.) Adema[6][7]
- Pongamia elliptica Wall.
- Pongamia volubilis Zoll. & Moritzi[5]